# نئوکوپرویل
نئوکوپرویل (به انگلیسی: Neocuproine) با فرمول شیمیایی C۱۴H۱۲N۲ یک ترکیب شیمیایی است. که جرم مولی آن ۲۰۸٫۲۶ g/mol می‌باشد. شکل ظاهری این ترکیب، جامد زرد کمرنگ است.